# Malá Hradná
Malá Hradná – wieś (obec) w powiecie Bánovce nad Bebravou, w kraju trenczyńskim na Słowacji. Znajduje się w regionie Górna Nitra w północno-zachodniej części Słowacji. Miejsce urodzenia Ladislava (Laco) Adamíka.